# Естрадна фантазія
«Естрадна фантазія» — радянський чорно-білий художній телефільм 1964 року, знятий на кіностудії «Мосфільм».

## Сюжет
Прекрасна дівчина Олена (Наталія Фатєєва) працює в будинку культури, в неї таємно закоханий музичний керівник (Юрій Бєлов). Йому потрапляє в руки телеграма від діда Олени з проханням зустріти в аеропорту і щоб не зривати репетицію він відправляє туди ексцентричну четвірку пожежних. Ті все плутають і забирають зовсім іншого діда (Афанасій Бєлов), привозять в будинок культури і там працівники показують свої естрадні номери, поки не з'являється Олена і непорозуміння не розкривається. А дівчина весь цей час боялася, що її дід-ботанік (Георгій Віцин) дізнається, що вона замість навчання на ботаніка захопилася естрадою. Керівник відправляється на пошуки справжнього дідуся, знаходить того в готелі і кар'єрна таємниця онуки розкривається, як і серцева обох. Залишилося повернутися і прояснити все до кінця.

## У ролях
- Юрій Бєлов — музичний керівник
- Наталія Фатєєва — Олена
- Афанасій Бєлов — несправжній дідусь
- Георгій Віцин — дідусь Олени
- Артур Ейзен — епізод
- Моніка Вайль — епізод
- Микола Сліченко — епізод

## Знімальна група
- Режисер — Едуард Абалов
- Сценаристи — Дмитро Іванов, Володимир Трифонов
- Оператори — Володимир Мейбах, Олександр Панасюк
- Композитор — Олександр Зацепін
- Художники — Фелікс Богуславський, Георгій Колганов